# Oxalis hepatica
Oxalis hepatica är en harsyreväxtart som beskrevs av Norlind. Oxalis hepatica ingår i släktet oxalisar, och familjen harsyreväxter. Inga underarter finns listade i Catalogue of Life.